# Lisbon (Iowa)
Lisbon es una ciudad ubicada en el condado de Linn en el estado estadounidense de Iowa. En el Censo de 2010 tenía una población de 2152 habitantes y una densidad poblacional de 387,9 personas por km².

## Geografía
Lisbon se encuentra ubicada en las coordenadas 41°55′14″N 91°23′30″O / 41.92056, -91.39167. Según la Oficina del Censo de los Estados Unidos, Lisbon tiene una superficie total de 5.55 km², de la cual 5.55 km² corresponden a tierra firme y (0%) 0 km² es agua.

## Demografía
Según el censo de 2010, había 2152 personas residiendo en Lisbon. La densidad de población era de 387,9 hab./km². De los 2152 habitantes, Lisbon estaba compuesto por el 97.77% blancos, el 0.51% eran afroamericanos, el 0.19% eran amerindios, el 0.09% eran asiáticos, el 0% eran isleños del Pacífico, el 0.14% eran de otras razas y el 1.3% pertenecían a dos o más razas. Del total de la población el 1.16% eran hispanos o latinos de cualquier raza.